# Фінал Кубка Футбольної ліги 2012
Фінал Кубка Футбольної ліги 2012 — фінальний матч розіграшу Кубка Футбольної ліги 2011—2012, 52-го розіграшу Кубка Футбольної ліги. У матчі, що відбувся 26 лютого 2012 року на стадіоні «Вемблі», зіграли валлійський «Кардіфф Сіті» та англійський «Ліверпуль».

## Передісторія матчу
«Кардіфф Сіті» виступає в Чемпіоншипі, «Ліверпуль» — у Прем'єр-лізі. У цьому сезоні команди не зустрічались, остання гра відбулась у цьому ж змаганні 31 жовтня 2007 року. Тоді англійська команда перемогла з рахунком 2^1 і пройшла до п'ятого раунду турніру.
«Кардіфф Сіті» востаннє грав на «Вемблі» 2010 року у фіналі плей-оф за вихід до Прем'єр-ліги проти «Блекпула». З 2001 року, коли «Бірмінгем Сіті» програв «Ліверпулю», «Кардіфф Сіті» перша команда не з вищого дивізіону, що зіграє у фіналі.
Для «Ліверпуля» це буде перший матч на новому «Вемблі». Останній візит на національний стадіон був 16 років тому, але було це на старому «Вемблі». Це був фінал кубка Англії 1996 року, який команда програла «Манчестер Юнайтеду» з рахунком 1:0.

## Шлях до фіналу
| Кардіфф Сіті                               | Кардіфф Сіті                               | Кардіфф Сіті                               | Раунд    | Ліверпуль                                   | Ліверпуль                                   | Ліверпуль                                   |
| ------------------------------------------ | ------------------------------------------ | ------------------------------------------ | -------- | ------------------------------------------- | ------------------------------------------- | ------------------------------------------- |
| Оксфорд Юнайтед                            | 1–3                                        | Кардіфф Сіті                               | Раунд 1  |                                             | —                                           |                                             |
| Кардіфф Сіті (д.ч.)                        | 5–3                                        | Гаддерсфілд Таун                           | Раунд 2  | Ексетер Сіті                                | 1–3                                         | Ліверпуль                                   |
| Кардіфф Сіті (д.ч.)                        | 2–2 (пен. 7–6)                             | Лестер Сіті                                | Раунд 3  | Брайтон енд Гоув Альбіон                    | 1–2                                         | Ліверпуль                                   |
| Кардіфф Сіті                               | 1–0                                        | Бернлі                                     | Раунд 4  | Сток Сіті                                   | 1–2                                         | Ліверпуль                                   |
| Кардіфф Сіті                               | 2–0                                        | Блекберн Роверз                            | Раунд 5  | Челсі                                       | 0–2                                         | Ліверпуль                                   |
| Крістал Пелес                              | 1–0                                        | Кардіфф Сіті                               | Півфінал | Манчестер Сіті                              | 0–1                                         | Ліверпуль                                   |
| Кардіфф Сіті (д.ч.)                        | 1–0 (пен. 3–1)                             | Крістал Пелес                              | Півфінал | Ліверпуль                                   | 2–2                                         | Манчестер Сіті                              |
| Кардіфф Сіті переміг 1–1 (3–1 по пенальті) | Кардіфф Сіті переміг 1–1 (3–1 по пенальті) | Кардіфф Сіті переміг 1–1 (3–1 по пенальті) | Півфінал | Ліверпуль переміг із загальним рахунком 3–2 | Ліверпуль переміг із загальним рахунком 3–2 | Ліверпуль переміг із загальним рахунком 3–2 |

## Матч

### Деталі
| 26 лютого 2012 16:00 |

| Кардіфф Сіті           | 2 – 2 (д.ч.) | Ліверпуль            |
| ---------------------- | ------------ | -------------------- |
| Мейсон 19' Тернер 118' |              | Шкртел 60' Кейт 108' |

| Вемблі, Лондон Глядачів: 89 041 Арбітр: Марк Клаттенберг |

|                                                       |       | Пенальті                                   |  |
| Міллер · Кауві · Гестейд · Петер Віттінгем · Джеррард | 2 – 3 | Джеррард · Адам · Кейт · Даунінг · Джонсон |  |

| Кардіфф Сіті | Ліверпуль |

|             |    |                 |      |      |     |
|             |    |                 |      |      |     |
| ВР          | 22 | Том Гітон       |      |      |     |
| RB          | 2  | Кевін Макното   |      | 106' |     |
| CB          | 5  | Марк Гадсон ()  |      | 99'  |     |
| CB          | 25 | Бен Тернер      | 119' |      |     |
| LB          | 3  | Ендрю Тейлор    |      |      |     |
| RM          | 8  | Дон Коуві       |      |      |     |
| CM          | 7  | Петер Віттінгем |      |      |     |
| CM          | 17 | Арон Гуннарссон |      |      |     |
| LM          | 20 | Джо Мейсон      |      | 91'  |     |
| SS          | 9  | Кенні Міллер    |      |      |     |
| CF          | 15 | Руді Гестед     |      |      |     |
| Заміни:     |    |                 |      |      |     |
| ВР          | 1  | Девід Маршалл   |      |      |     |
| ЗХ          | 6  | Ентоні Джеррард |      | 99'  |     |
| ЗХ          | 18 | Лі Нейлор       |      |      |     |
| ПЗ          | 4  | Філіп Кісс      |      | 91'  | 98' |
| ПЗ          | 11 | Крейг Конвей    |      |      |     |
| ПЗ          | 23 | Дарсі Блейк     |      | 106' |     |
| НП          | 10 | Роберт Ерншоу   |      |      |     |
| Тренер:     |    |                 |      |      |     |
| Малкі Макай |    |                 |      |      |     |

|               |    |                    |     |      |
|               |    |                    |     |      |
| ВР            | 25 | Хосе Рейна         |     |      |
| RB            | 2  | Ґлен Джонсон       |     |      |
| CB            | 37 | Мартін Шкртел      |     |      |
| CB            | 5  | Даніель Аггер      |     | 86'  |
| LB            | 3  | Хосе Енріке        |     |      |
| CM            | 8  | Стівен Джеррард () |     |      |
| CM            | 26 | Чарлі Адам         |     |      |
| RW            | 14 | Джордан Гендерсон  | 52' | 58'  |
| AM            | 7  | Луїс Суарес        |     |      |
| LW            | 19 | Стюарт Даунінг     |     |      |
| CF            | 9  | Енді Керрол        |     | 103' |
| Заміни:       |    |                    |     |      |
| ВР            | 32 | Доні               |     |      |
| ЗХ            | 23 | Джеймі Каррагер    |     | 86'  |
| ЗХ            | 34 | Мартін Келлі       |     |      |
| ПЗ            | 11 | Максі Родрігес     |     |      |
| ПЗ            | 20 | Джей Спірінг       |     |      |
| НП            | 18 | Дірк Кейт          |     | 103' |
| НП            | 39 | Крейг Белламі      |     | 58'  |
| Тренер:       |    |                    |     |      |
| Кенні Далгліш |    |                    |     |      |

| АРБІТРИ - Асистенти: - Сімон Бек - Мік Макдоно - Четвертий: Ентоні Тейлор Гравець матчу - Стюарт Даунінг (Ліверпуль) | ПРАВИЛА МАТЧУ - 90 хвилин. - 30 хвилин додаткового часу, якщо необхідно. - Пенальті, якщо після додаткового часу рахунок рівний. - Сім гравців на заміні. - Максимум 3 заміни у матчі. |

| Переможець Кубка Футбольної ліги 2012 |
| ------------------------------------- |
|                                       |
| Ліверпуль 8-й раз                     |